# Vuelta a España 1955
Die 10. Vuelta a España („Spanienrundfahrt“) war ein Radrennen, das vom 23. April bis zum 8. Mai 1955 ausgetragen wurde. Es bestand aus 15 Etappen mit einer Gesamtlänge von 2776 Kilometern. Sieger wurde der Franzose Jean Dotto, die Berg- bzw. Punktewertung sicherten sich die Italiener Giuseppe Buratti und Fiorenzo Magni. Die Mannschaftswertung gewann Frankreich A.

## Etappen
| Etappen    | Start – Ziel                         | km       | Etappensieger    | Gesamterster      |
| ---------- | ------------------------------------ | -------- | ---------------- | ----------------- |
| 1. Etappe  | Bilbao – Donostia-San Sebastián      | 240      | Gilbert Bauvin   | Gilbert Bauvin    |
| 2. Etappe  | Donostia-San Sebastián – Bayonne (F) | 211      | Gilbert Bauvin   | Gilbert Bauvin    |
| 3. Etappe  | Bayonne (F) – Pamplona               | 157      | Antonio Gelabert | Jesús Loroño      |
| 4. Etappe  | Pamplona – Saragossa                 | 229      | Jesús Galdeano   | Jesús Loroño      |
| 5. Etappe  | Saragossa – Lleida                   | 195      | Gabriel Company  | Raphaël Géminiani |
| 6. Etappe  | Lleida – Barcelona                   | 230      | Pierino Baffi    | Raphaël Géminiani |
| 7. Etappe  | Barcelona – Barcelona                | 29 (EZF) | Fiorenzo Magni   | Raphaël Géminiani |
| 8. Etappe  | Barcelona – Tortosa                  | 213      | Vicente Iturat   | René Marigil      |
| 9. Etappe  | Tortosa – Valencia                   | 190      | Pierino Baffi    | René Marigil      |
| 10. Etappe | Valencia – Cuenca                    | 222      | Antonio Uliana   | Jean Dotto        |
| 11. Etappe | Cuenca – Madrid                      | 168      | Donato Piazza    | Jean Dotto        |
| 12. Etappe | Madrid – Madrid                      | 15 (MZF) | Italien A        | Jean Dotto        |
| 13. Etappe | Madrid – Valladolid                  | 222      | Fiorenzo Magni   | Jean Dotto        |
| 14. Etappe | Valladolid – Bilbao                  | 308      | Donato Piazza    | Jean Dotto        |
| 15. Etappe | Bilbao – Bilbao                      | 147      | Fiorenzo Magni   | Jean Dotto        |